# Tetraiodnonaoxid
Tetraiodnonaoxid ist eine chemische Verbindung aus der Gruppe der Iodoxide.

## Gewinnung und Darstellung
Tetraiodnonaoxid kann durch Einwirkung von Ozon auf Iod in Tetrachlorkohlenstoff bei −78 °C in quantitativer Ausbeute gewonnen werden.
{\displaystyle {\ce {2I2 + 9O3 -> I4O9 + 9O2}}}
Die Verbindung kann auch durch Erhitzung von Iodsäure in Phosphorsäure gewonnen werden.
{\displaystyle {\ce {8 HIO3 -> 2 I4O9 + 4 H2O + O2}}}

## Eigenschaften
Tetraiodnonaoxid ist ein hellgelber, hygroskopischer Feststoff, der beim Erhitzen auf über 75 °C zerfällt.
{\displaystyle {\ce {4 I4O9 -> 6 I2O5 + 2 I2 + 3 O2}}}
Die Verbindung ist ähnlich wie Diiodtetraoxid als Iod(III)-iodat(V) I(IO3)3 aufzufassen und reagiert mit Alkalilaugen unter Bildung von Iodat und Iodid.
{\displaystyle {\ce {3 I4O9 + 12 OH- -> I- + 11 IO3- + 6 H2O}}}.
Mit Wasser reagiert die Verbindung unter Freisetzung von Iod.
{\displaystyle {\ce {4I4O9 + 9H2O -> 18HIO3 + I2}}}